# Стенбекк, Пер
Пер О́лав Микаэ́ль Сте́нбекк (швед. Pär Olav Mikael Stenbäck; род. 12 августа 1941[…], Порвоо, Уусимаа) — финский политик; министр образования (1979—1982), министр иностранных дел Финляндии (1982—1983), председатель Шведской народной партии в 1977—1985.

## Биография
Родился 12 августа 1941 года в Порвоо в семье небогатого ремесленника. После окончания лицея служил в армии. Изучал политические науки в Университете Хельсинки, во время учёбы вступил в Шведскую народную партию (ШНП). Работал репортёром и корреспондентом, с 1964 по 1967 работал в Yle. Во второй половине 1960-х занимал руководящие должности в Шведской молодежной организации ШНП (лидер в 1967–1970) и участвовал в партийных избирательных кампаниях. Был близким соратником своего университетского профессора Яна-Магнуса Янссона, бывшего председателем ШНП в 1966–1973 годах.
Был членом городского совета Эспоо, а также депутатом финского парламента в 1970–1985 годах (в основном – в комитете по иностранным делам). В 1974–1985 годах работал директором культурного центра в Эспоо.
С 1970 заместитель, в 1977 по 1985 годы — лидер (председатель) ШНП.
С 26 мая 1979 по 18 февраля 1982 года — министр образования Финляндии.
С 19 февраля 1982 по 6 июня 1983 года был министром иностранных дел Финляндии.
Также был генеральным секретарем Международной федерации обществ Красного Креста и Красного Полумесяца (IFRC) в Женеве с 1988 по 1992 год. В 2009 году получил престижную медаль Анри Дюнана Международного Красного Креста. Член Постоянной комиссии Международного движения Красного Креста и Красного Полумесяца в 2011–2015 годах.
В 1991 году принял участие в основании Международного молодежного фонда (IYF), работал в нём в качестве директора в 1991–1996 годах, а затем до 2005 года в качестве вице-президента по Европе.
С 1992 по 1997 год был Генеральным секретарем Совета министров Северных стран в Копенгагене. В 1995 году стал членом правления Международной кризисной группы. В 1993–2010 годах был членом правления и председателем Фонда культуры Швеции и Финляндии и в 1996–2002 годах – председателем. Шведского фонда культуры. В 2001 году был одним из основателей Европейского культурного парламента, где стал председателем сената. В том же году основал Финский фонд детей и молодежи и до 2012 года был председателем его правления.
С 2005 по 2008 год был советником в Эспоо. В 2000-е годы входил в состав советов директоров трех разных компаний, два из них в частном секторе здравоохранения. С 1999 по 2001 год был председателем шведско-норвежской оленеводческой комиссии. В период с 2007 по 2017 год работал наблюдателем за соблюдением гуманитарных соглашений в Израиле и Палестине.
В июне 2017 года основал внешнеполитическую ассоциацию „Новое общество внешней политики“ (Nya Utrikespolitiska Samfundet), которое участвует в дебатах по вопросам международной и внешней политики в марте 2023 года насчитывало 305 членов).
В 1999 году получил звание почетного министра. Был членом Правления общества дружбы с СССР. Автор нескольких книг: «Видение и реальность. Справочник по выживанию для шведской Финляндии» (2003); «Когда мир открылся. Хроника шестидесятых» (мемуары, 2007, ISBN 978-951-50-1693-5); «Кризисы и катастрофы. Политика и гуманитарная работа» (мемуары, 2009, ISBN 978-951-50-1890-8); «Демократия под угрозой?» (2018, ISBN 978-952-5864-86-1); «Все дороги мира, Отражения вдали» (2021, ISBN 978-952-7224-43-4); «Йорн Доннер: политик и опыт» (2022).